# Irvin Kiffin
Irvin Kiffin, né le 8 août 1951 à New York, est un joueur américain de basket-ball.

## Biographie
Irvin Kiffin commence sa carrière de joueur de basket-ball avec les Athletes in Action (en) puis rejoint les Bisons de l'université baptiste de l'Oklahoma. En 1978, son talent est honoré par une sélection dans l'équipe des États-Unis pour le championnat du monde 1978. Kiffin signe son premier contrat professionnel avec les Spurs de San Antonio en 1979. Cependant après une saison en NBA, Irvin Kiffin s'oriente vers l'Europe, plus précisément en Italie. C'est alors qu'il débute au Ferrarelle Rieti où il évolue lors de la saison 1980-1981. Ses qualités athlétiques sont appréciées par les dirigeants du Cercle Saint-Pierre. Il rejoint lors de la saison 1981-1982 le club limougeaud avec lequel il remporte le Tournoi de la Fédération et la Coupe Korać à Padoue.

## Palmarès
- 1975-1976 : Champion de AUU avec Athletes in Action
- 1981-1982 : Vice-champion de France de N1A avec Limoges
- 1981-1982 : Vainqueur du Tournoi de la Fédération avec Limoges
- 1981-1982 : Vainqueur de la Coupe Korać avec Limoges

## Nominations et distinctions
- 1975-1976: Élu MVP du Tournoi AAU
- 1976: Membre de la AAU All-Team